# Sarid
Pour les articles homonymes, voir Sarid (homonymie).
Sarid est un kibboutz du nord est d'Israël.

## Histoire
Durant la période ottoman le village s'appelait Ikhneifis, signifiant coléoptères. Le village et les villages voisins de Nazareth, Mejdal, Yafa, Jebatha et Ma'alul ont payé des impôts aux moines de Nazareth, qui ont acheté le droit de percevoir ces taxes des autorités ottomanes en 1777 pour deux cents dollars. Trente ans plus tard, ils ont de nouveau acheté ce droit, bien que cette fois pour deux mille cinq cents dollars, en raison de la hausse des prix des céréales et des loyers au sol. Une carte de l'invasion de Napoléon de 1799 par Pierre Jacotin a montré l'endroit, appelé Karm Ennefiiceh.
En 1882, la ruine d'une tour construite par Daher el-Omar vers 1162 est découverte par Gottlieb Schumacher.
Le kibboutz est créé par des immigrants de Tchécoslovaquie, de Pologne et de Russie en 1926, sur des terres achetées au village de Khuneifis. Le nom a été pris de la ville biblique de Sarid, située dans la partie méridionale de la tribu de Zabulon (Josué 19:10). En 1931, Sarid a une population de 69 habitants.

## Activités du kibboutz
- agriculture, Coton, Avocat (fruit), tomate.